# Mitsubishi Pajero Evolution
Der Mitsubishi Pajero Evolution ist ein speziell für die Rallye Dakar und ähnliche Rallye-Raid-Wettbewerbe entwickeltes Fahrzeug, das auf dem Mitsubishi Pajero basiert. Es wurde ab 1984 primär entwickelt, um die Rallye Dakar zu gewinnen.  

## Geschichte
Mitsubishi nahm mit dem anfangs ausschließlich für Wettbewerbe gefertigten Pajero Evolution Prototypen 1985 erstmals an der Rallye Dakar teil, gewann sie mit diesem Fahrzeug bis 2007 insgesamt 12 Mal und liegt damit bis heute im Herstellerranking der Dakar auf Platz 1. Der Wagen ist ein limitiertes dreitüriges Konzeptfahrzeug, das mit kurzem Radstand für eine optimale Manövrierfähigkeit konzipiert ist.  Da ab 1997 in der FIA T3-Klasse keine Prototypen mehr zugelassen wurden, begann Mitsubishi die Produktion eines für den Straßenverkehr zugelassenen Modells, um den Pajero Evolution für die T2-Klasse zu homologieren. Zwischen 1997 und 1999 wurden auf Basis des dreitürigen Pajero V20 2693 Stück hergestellt und vertrieben. Ein charakteristisches Merkmal sind die seitlich vertikal angebrachten Spoiler am Heck.

Die Straßenversion des Pajero Evolution gab es nur in drei Farben: Sofia White, Satellite Silver und Passion Red.

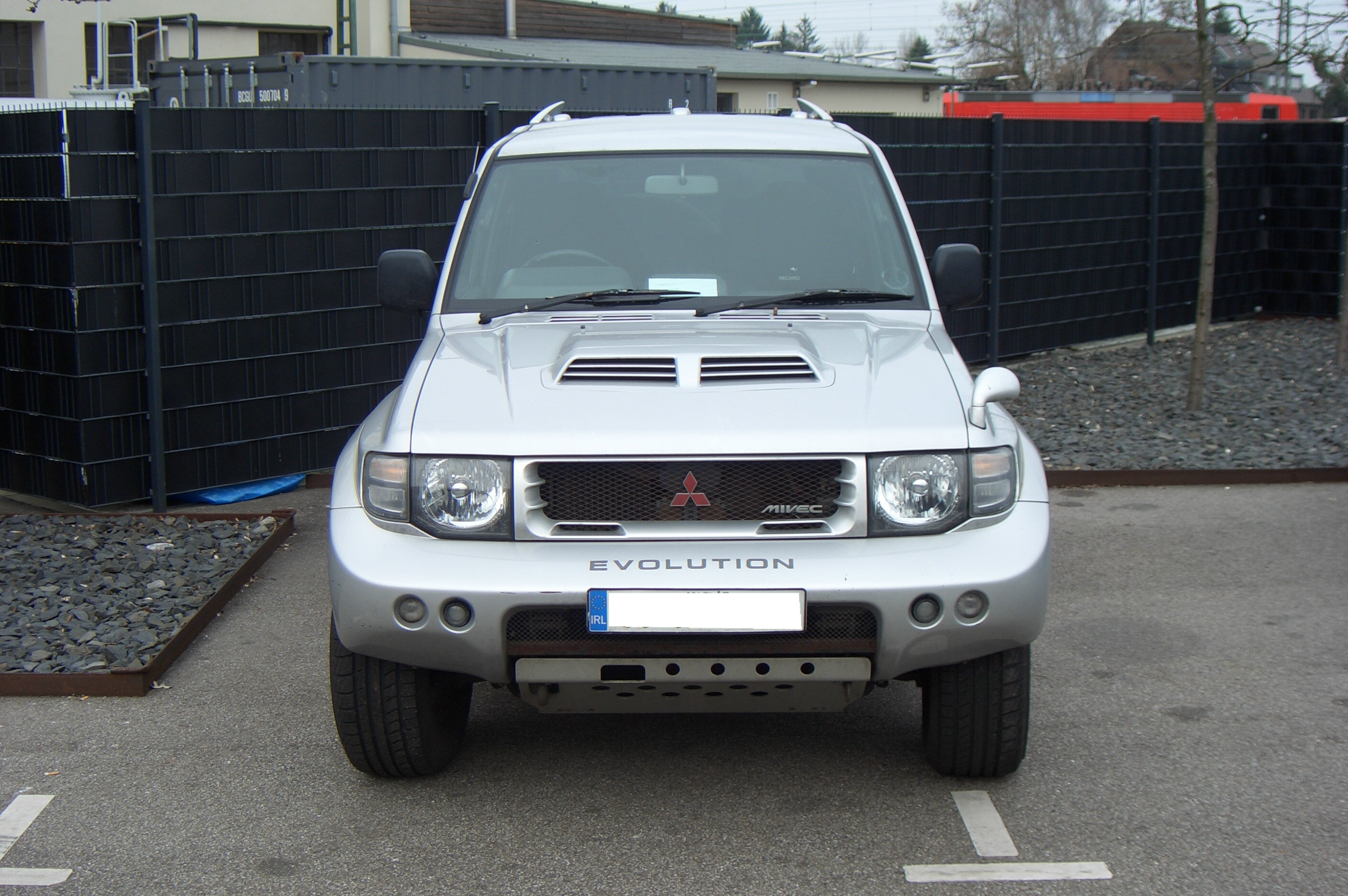
Frontansicht
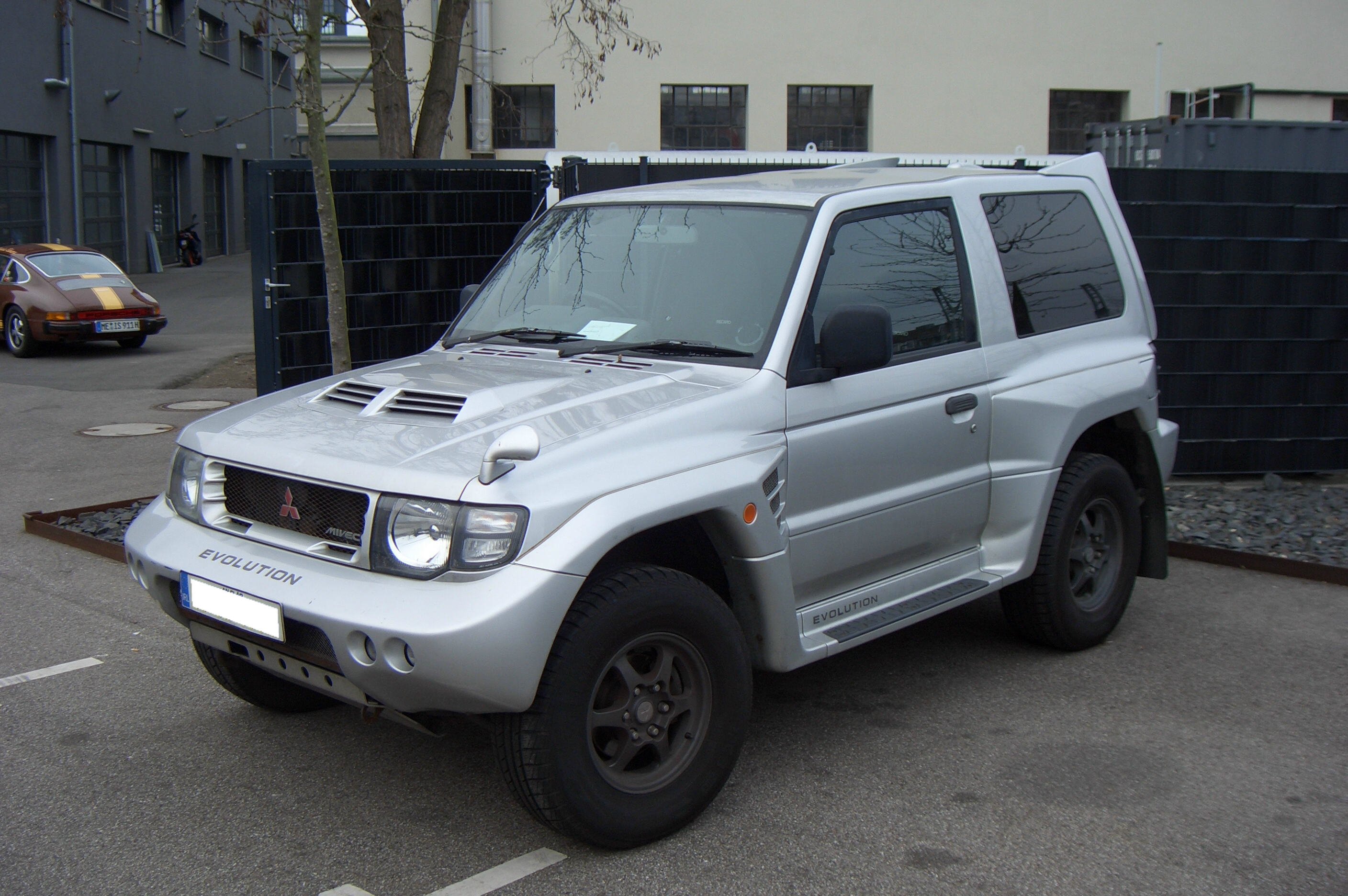
Seitenansicht
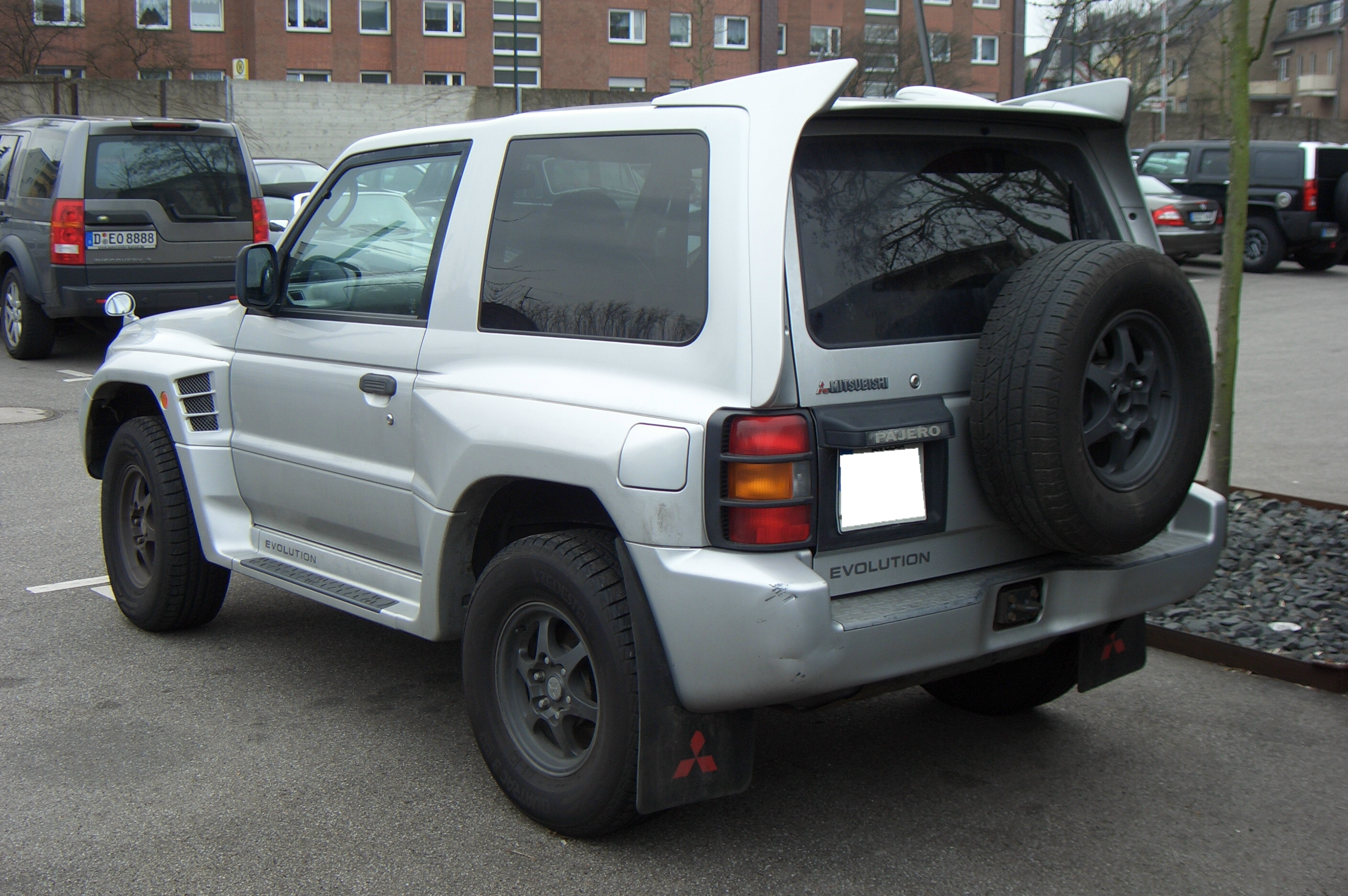
Heckansicht

## Technik
Die für den Straßenverkehr zugelassenen Modelle werden von einem 280 PS starken 3,5-Liter-V6-MIVEC (Mitsubishi Innovative Valve Timing Electronic Control System) mit geschmiedeten Pleueln angetrieben. Sie haben Allradantrieb mit Torsen-Differentialsperren, Unterfahrschutz, eine verbreiterte Karosserie, Heckspoiler, eine Lufthutze auf der Motorhaube sowie Einzelradaufhängung.

## Rallye Dakar

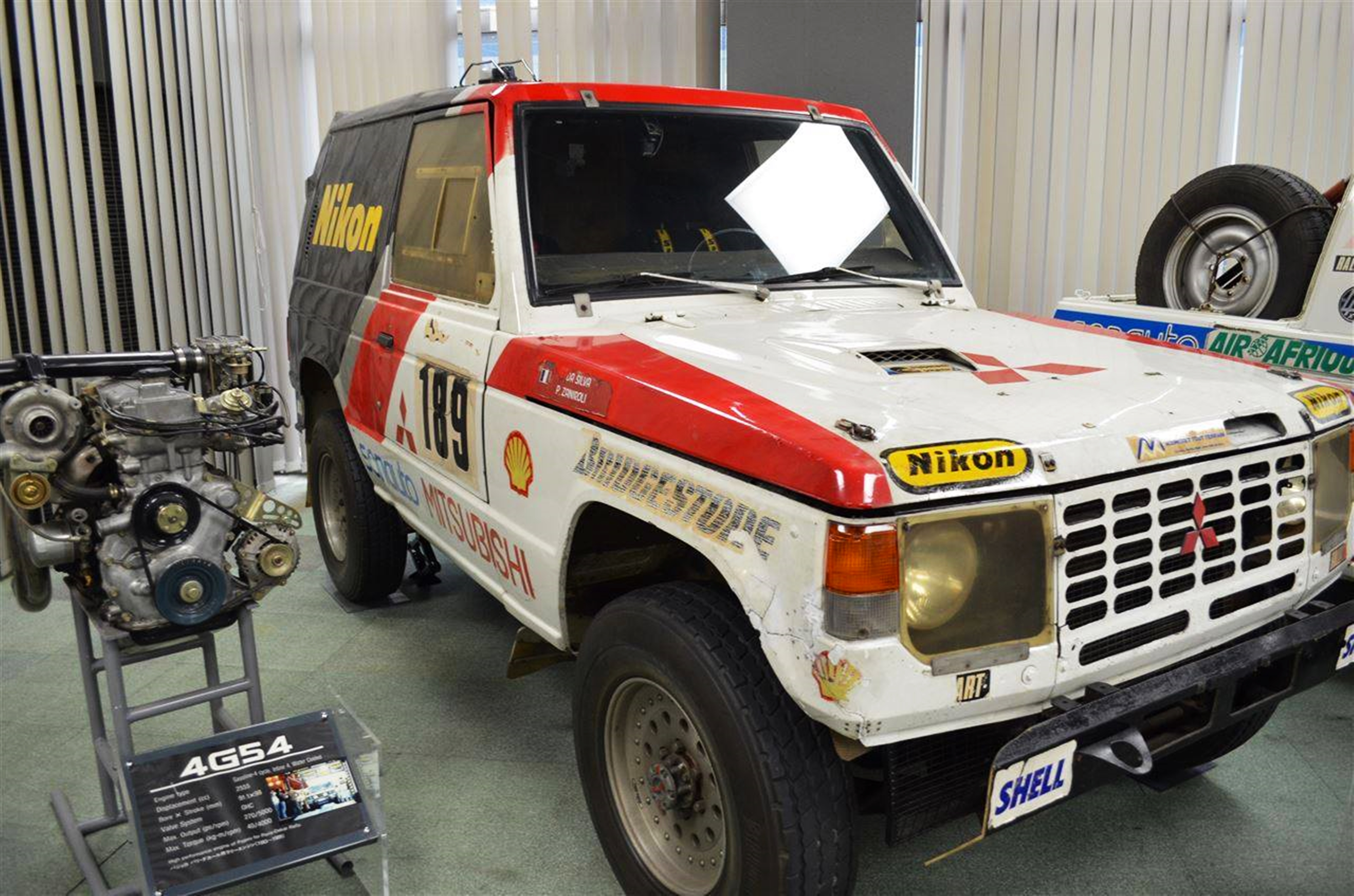
Dakar Gewinner Fahrzeug 1985

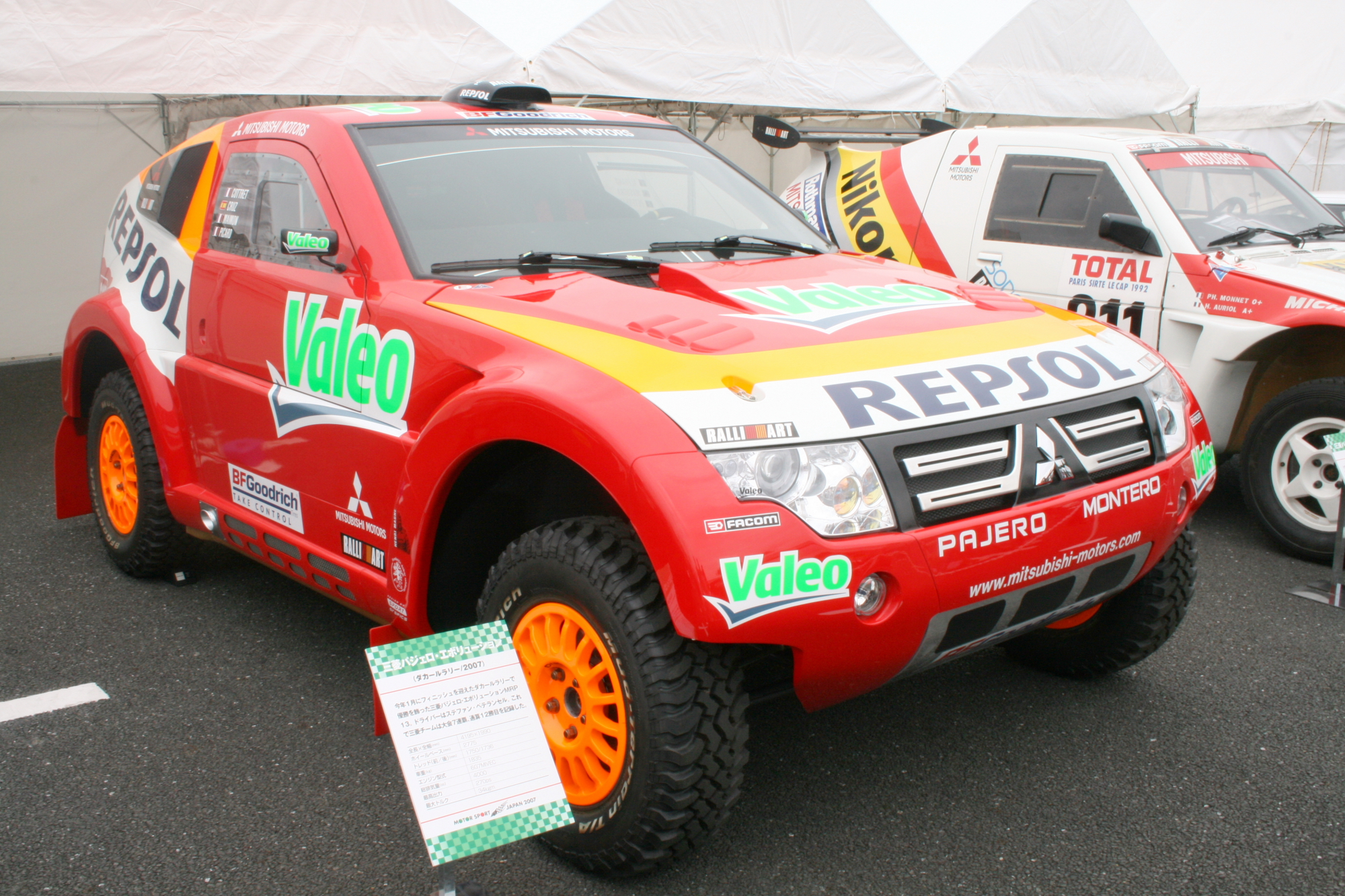
Mitsubishi Pajero Evolution 2007

| Jahr | Fahrer               | Beifahrer             |
| ---- | -------------------- | --------------------- |
| 1985 | Patrick Zaniroli     | Francia Jean Da Silva |
| 1992 | Hubert Auriol        | Philippe Monnet       |
| 1993 | Bruno Saby           | Dominique Serieys     |
| 1997 | Kenjirō Shinozuka    | Henri Magne           |
| 1998 | Jean-Pierre Fontenay | Gilles Picard         |
| 2001 | Jutta Kleinschmidt   | Andreas Schulz        |
| 2002 | Hiroshi Masuoka      | Pascal Maimon         |
| 2003 | Hiroshi Masuoka      | Andreas Schulz        |
| 2004 | Stéphane Peterhansel | Jean-Paul Cottret     |
| 2005 | Stéphane Peterhansel | Jean-Paul Cottret     |
| 2006 | Luc Alphand          | Gilles Picard         |
| 2007 | Stéphane Peterhansel | Jean-Paul Cottret     |